# Deuterotinea axiurga
Deuterotinea axiurga är en fjärilsart som beskrevs av Edward Meyrick 1922. Deuterotinea axiurga ingår i släktet Deuterotinea och familjen Eriocottidae. Inga underarter finns listade i Catalogue of Life.